# Johannes Huizinga
Johannes (Johan) Huizinga (Bolsward, 2 april 1867 - Amersfoort, 28 april 1946) was burgemeester van Axel (1908-1912) en Terneuzen (1912-1936).
Hij was voor zijn burgemeesterschap kapper en militair en was betrokken bij allerlei bonden, onder andere het Nederlandsch Werkliedenverbond Patrimonium en comités. Kerkelijk behoorde hij tot de Gereformeerde Kerken in Nederland, politiek tot de Anti-Revolutionaire Partij (ARP).
Pseudoniemen: Joh. de Boer, Joh. v. Schelie, J. Zondervan.

## Levensloop

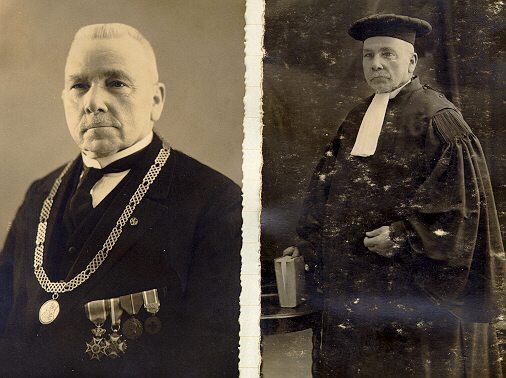
Johannes Huizinga als burgemeester van Terneuzen en als hulprechter

Huizinga werd in 1867 geboren als zoon van Albertus Johannes Huizinga en Jantje Wiebrens de Boer in Bolsward. Zijn vader was werkzaam als zelfstandig zadel- en schoenmaker en zijn moeder was koopvrouw. De ouders van Huizinga hadden het financieel erg moeilijk en daarom was zijn vader genoodzaakt zich als knecht aan te bieden bij een patroon in Huizum, gemeente Leeuwarderadeel.
In Huizum genoot hij onderwijs in de dorpsschool, waar zich één lokaal bevond waarin honderd kinderen onder leiding van een bovenmeester les kregen. Op zijn negende werd hij door de bovenmeester in de hoogste klas geplaatst omdat hij zeer goed presteerde en mocht af en toe voor de klas staan. Voor zijn vader was dit aanleiding hem van school te halen, om hem te helpen bij het werk, omdat hij weer als zelfstandige was begonnen. Dit bracht echter niet genoeg op en Huizinga werd daarom onder leiding van zijn moeder koopman. In zijn autobiografie De man uit het volk schrijft hij dat hij op de "avond van de eerste dag als straatventer thuis kwam met een ontvangst van ƒ 0,075 zegge zeven en een halve cent, de verkoop van drie veters. Zijn moeder troostte hem met de opmerking, dat het later wel beter werd. Inderdaad, het is beter geworden. Later wist zijn moeder dit te waarderen en gaf hem 5 cent zakgeld en 2 sigaren per week, een ongekende weelde in die dagen voor ’n jongen van 12 jaar".
Zijn moeder wilde dat Huizinga weer onderwijs genoot en om dit te bekostigen werd hij naar Leeuwarden gezonden. Hij verdiende hier zijn geld door boodschappen te doen voor een caféhouder. Het schoolbezoek duurde echter niet lang, omdat zijn vader hem weer in de werkplaats wilde hebben. In 1879 keerde hij met zijn ouders terug naar Bolsward. zijn ouders hoopten het in Bolsward beter te krijgen, omdat ze daar contacten hadden. In Bolsward zette Huizinga zijn activiteiten als koopman voort. Zijn ervaringen als koopman brachten hem in aanraking met de leefomstandigheden van de arbeiders die het in die tijd zeer zwaar hadden. Het koopmansbestaan zit bij Huizinga in het hart, zo schrijft hij in zijn autobiografie, maar het geeft hem geen bevrediging voor de toekomst, aangezien het een onzeker bestaan bood. Zijn ouders waren hierover verdeeld. Zijn moeder wees hem op voorbeelden van familie die van koopman uitgegroeid waren tot grootwinkelier, maar zijn vader wilde hem graag in terug in de werkplaats hebben. Dit laatste gebeurde ook, maar dat duurde niet lang. Uiteindelijk werd besloten dat hij in een ander bedrijf zou gaan werken. Hij werd interne bediende bij een patroon van een kapperszaak en leerde hier het vak van kapper. Echter, door onenigheid met de patroon, moest hij in 1882 op zoek naar een andere betrekking.

### De man uit het volk
Onder de titel De man uit het volk is er een niet-gepublicieerde biografie van Johannes Huizinga. Dit betreft echter hoogstwaarschijnlijk een autobiografie volgens het BWSA. Toch worden er enkele vermeldingen gemaakt over onderwerpen ná zijn dood;
Citaat 1: "In het najaar van 1886 liet hij zich inschrijven als lid van het Nederlandsch Werkliedenverbond “Patrimonium” en is dat gebleven tot aan het eind van zijn leven".
Citaat 2: "Bij zijn heengaan ontving hij de hoogste onderscheiding: Het Kruis van verdienste van het Rode Kruis".
De (auto)biografie begint als volgt;
Met “De man uit het volk” wiens leven en arbeid in de volgende bladzijden door mij worden beschreven, is bedoeld den heer J.Huizinga, welke door zijn werkzaam leven, een zegen is geweest voor zijne omgeving. Het is waar, men kan van elk mens een levensbeschrijving geven, doch wijl daarmede niets geschiedt, deze geen betekenis hebben voor een herdenking van mensen. Zo staat het niet met het leven en de arbeid van den heer Huizinga. Toen mij inzage werd geschonken van zijn archief met de vele aantekeningen, werd ik vervuld met de begeerte over hem te schrijven. Mij bleek uit alles, dat hij een rijke levenservaring heeft gehad, welke bij meerdere bekendheid, ook na zijn verscheiden, voor anderen een zegen kan zijn. Zijn levensgeschiedenis wijst ons op ene bijzondere leiding Gods in zijn leven, die hem kracht heeft gegeven, ondanks de tegenwerking in velerlei opzichten rustig en onvermoeid met zijn arbeid voort te gaan.

## Onderscheidingen
In 1903 werd hij benoemd tot Ridder in de Orde van Oranje-Nassau.
Bij besluit van 31 augustus 1935 werd hij daarin bevorderd tot Officier in de Orde van Oranje-Nassau.
Aan hem werd uitgereikt de medaille van Koning Albert van België, voor de zorg voor de vluchtelingen tijdens de Eerste Wereldoorlog. Ook ontving hij het Mobilisatiekruis. Hij ontving het Kruis van twintigjarige dienst als voorzitter van het Rode Kruis.
De Legpenning van H.K.H. Prinses Juliana ontving hij voor zijn arbeid in het belang van het Steuncomité.
Bij zijn overlijden ontving hij de onderscheiding: Het Kruis van verdienste van het Rode Kruis.
Verder werd hem bij zijn vertrek uit het ambt, een legpenning uitgereikt door de KLM uit erkentelijkheid voor zijn arbeid voor de luchtvaart.
En even na zijn vestiging in Amersfoort, werd hem zijn benoeming tot officier van de Kroonorde, door Koning Leopold van België toegezonden.

## Monument
Toen Huizinga in 1936 als burgemeester van Terneuzen met pensioen ging, werd hij door de gemeenteraad geëerd met een monument aan de Axelsestraat in de vorm van een houten zitbank, sindsdien bekend als de 'Huizingabank'. De Woningbouwvereniging Werkmansbelang voegde daar een zuil van tegels aan toe met daarop een portret van de burgemeester, gemaakt door Niek van der Schaft. Voor het monument is in 1938 ter ere van de geboorte van prinses Beatrix een boom geplant. In 1983 werd een plein in de Terneuzen naar de burgemeester vernoemd, het plein kreeg de naam Huizingaplein.
- Biografisch Portaal: 36482981
- International Standard Name Identifier: 0000 0003 9431 0116
- Nederlandse Thesaurus van Auteursnamen: 266601634
- Virtual International Authority File: 288765004
- WorldCat: E39PBJg4g3YFJhJfdVGqQ33fbd